# 広島サンダーズ
広島サンダーズ（ひろしまサンダーズ、英: Hiroshima Thunders）は、広島県広島市を本拠地に活動する男子バレーボールチーム。2025-26シーズンはSV.LEAGUE MENに所属。

## 概要
1931年ごろ創部。大蔵省広島専売局の実業団チームとして創部、戦後日本専売公社のチームとなり、民営化に伴い日本たばこ産業(JT)のチームとなり「サンダーズ」の愛称が付けられ、2024年のリーグ再編に伴い企業名を外し「広島サンダーズ」呼称となった。同じく日本専売公社の実業団をルーツに持ちJTが母体となったバレーボールチームに、女子の大阪マーヴェラスが存在する。
チーム名はプレーする選手たちの勇姿から、「稲妻(Thunder)」をイメージして名づけられた。チームカラーは母体となったJTの企業カラーと同じ「緑」。チームマスコットは、雷をモチーフとした「サンダー坊や」。
事務所は広島市南区広島イーストのJT中国支社内に置かれ、練習場は猫田記念体育館。試合会場などは#拠点参照。
現在活動している日本のバレーボールチームの中では古参に位置し、1967年から始まった全日本バレーボール選抜男女リーグ（日本リーグ）の初期6チームの一つである。それから今日に至るまで、1度も2部落ちせずトップリーグで活躍する唯一のチームである。その間2位が6回となかなかリーグ優勝ができなかったが、2014年シーズンで悲願のリーグ初優勝を果たした。2007年、日本リーグ時代から1度も2部落ちせずトップリーグで在籍した業績を讃え、節目のリーグ40回目に日本バレーボールリーグ機構から特別功労賞として唯一の団体表彰を受けている。

## 歴史

### 創設期

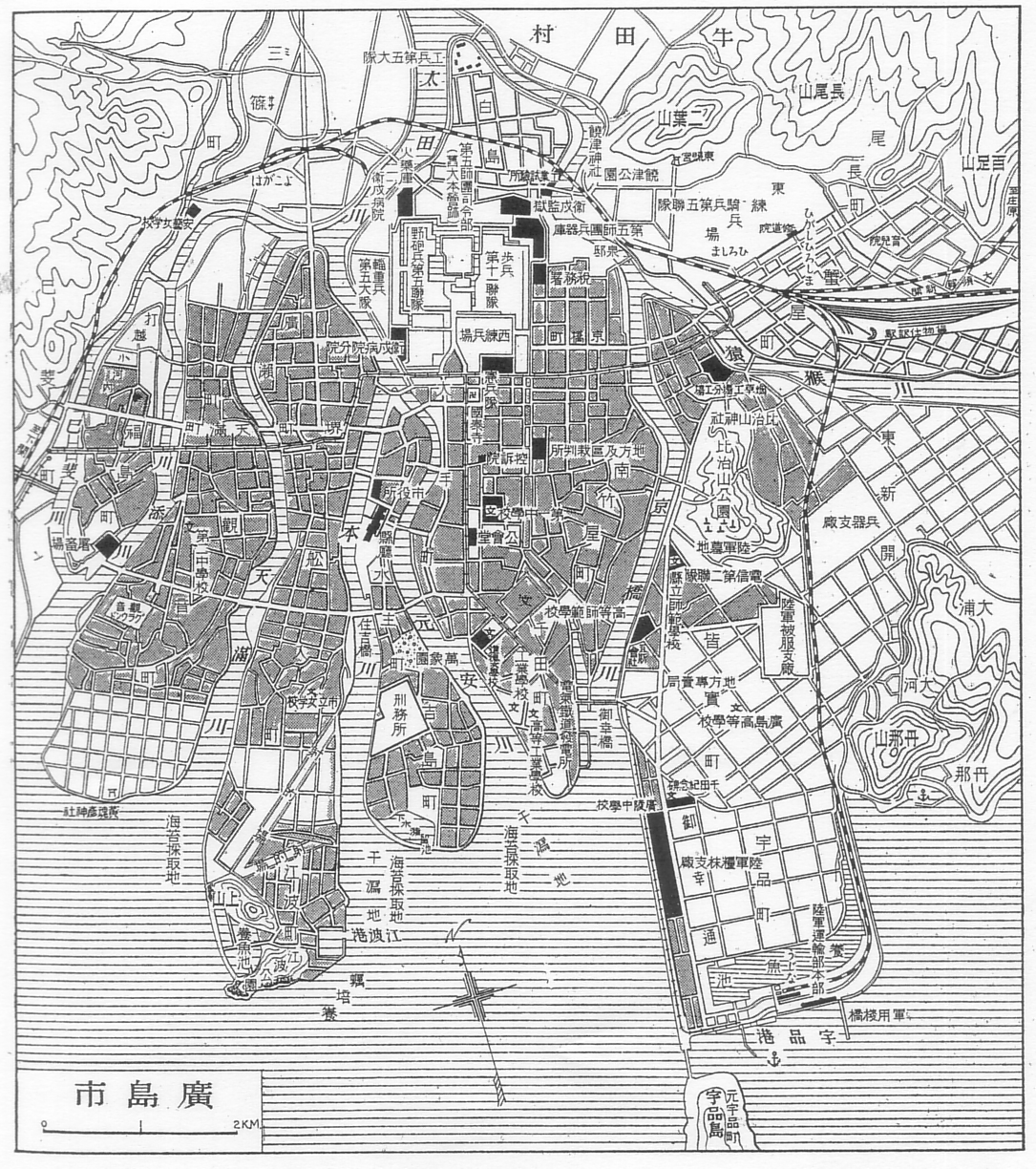
1930年ごろの広島市の地図。右から2番目の川・京橋川最下流の御幸橋の右に「地方專賣局」が見える。猫田記念体育館は現在もこの地にある。

広島県でのバレーボールは多田徳雄が中心となって1919年（大正8年）頃から普及が始まる。1924年（大正13年）竣工した大蔵省広島地方専売局皆実工場では、1920年代後半に構内でレクリエーションとしてバレーが行われていた。なお1924年時点での職工は男372人/女1,261人、1928年（昭和3年）時点で男228人/女277人と女工の割合が多かった官製工場であった。そうした状況の中でまず、1931年（昭和6年）9人制バレーの広島地方専売局女子排球部が発足する。
現在の広島サンダーズである「広島地方専売局男子排球部」は、女子排球部の練習相手をしていた男子選手たちが中心となり9人制バレー部として発足したと言われている。創部年は、後に起こる広島市への原子爆弾投下により記録資料が消滅したため不明であり、現在チームが公開している資料では“1931年ごろ”創部としている。現在記録が残る初の対外試合は1935年（昭和10年）中国一般排球大会に出場したものであるため、少なくとも1935年には創部されていたことになる。
ただ戦前の広島バレー界は黄金期を築いた呉海軍工廠が全国大会で5度優勝するなど圧倒的に強かったため、広島専売局男子排球部は全国大会には1度も出場出来なかった。一方で広島専売局女子排球部は1934年（昭和9年）・1935年と2度全日本選手権を制覇しており、男子はそれらの栄光の陰に隠れた。戦前の全日本においては温井政記が唯一選ばれている。
なお女子排球部は1965年を境に自然消滅したと言われており、現在の大阪マーヴェラスの前身ではない（マーヴェラスの詳細は当該リンク先参照）。

### 被爆と再開

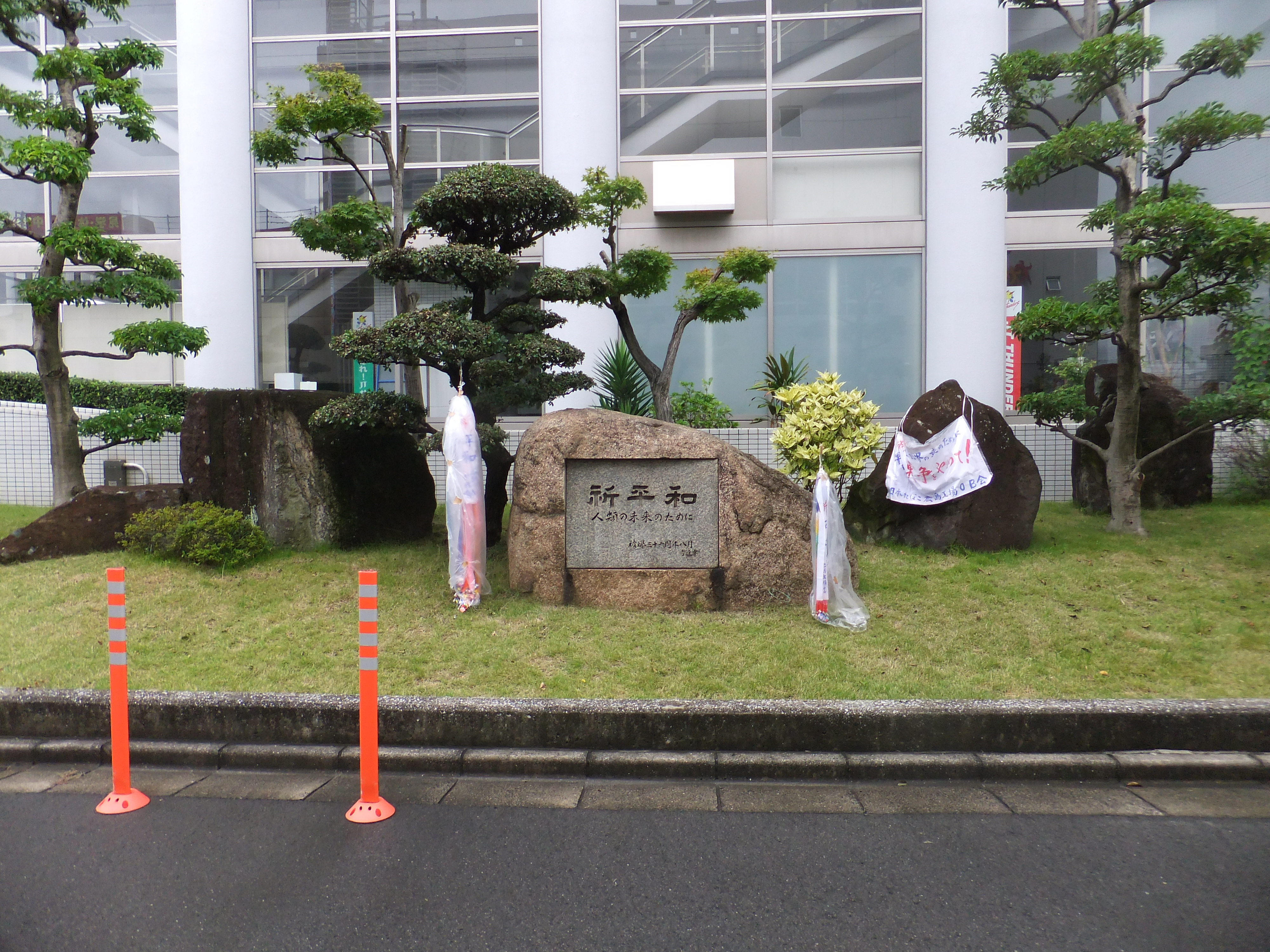
猫田記念体育館に隣接する慰霊碑。

太平洋戦争中、局面の悪化とともに活動を中止しており、当時の排球部部員の出征状況は不明。
1945年（昭和20年）、広島市への原子爆弾投下により当時爆心地から約2.0km強に位置した広島専売局は、6日間燃え続け7割方を焼き尽くし、従業員のうち即死者1人を含む40人死亡、800人近く（うち局員は600人ほど）が重軽傷を負った。なお、戦中における専売局の重要度から局員は職域義勇隊として市内で作業することなくこの地で全員働いており、排球部部員もここで被爆しうち1人が死亡している。
戦後1946年（昭和21年）、一人の工員が焼け野原となった広島の地でバレーボールを一つ見つけたことがきっかけとなり「バレーをしよう」と男女共に部活動を再開した。同年秋から大会予選に出場したものの県大会1回戦も突破できないほど弱体化しており、活動費は困窮したため部員は審判のアルバイトなどで遠征費を稼いていた状況で、解散の危機が迫っていた。
1949年（昭和24年）、日本専売公社発足に伴い「広島専売」に名称変更。1953年（昭和26年）当時の宿敵であった帝人三原を全国実業団選手権大会県予選で降し、ようやく全国大会に初出場した。1955年（昭和30年）の同大会では、メンバーギリギリの9人で優勝候補筆頭の日本鋼管を破り、ベスト4入りし名声を高めた。
また、部員は当時レベルが高く全盛時代だった地域のクラブチームにも参加しており、1952年（昭和27年）の第1回全日本都市対抗優勝大会では、芸陽クラブに主力選手を送り3位となっている。

### 猫田の時代
再開後も広島専売の強化はなかなか進まなかった。理由の一つとして、昭和30年代（1950年代中期）に入り大学卒の地方局採用が原則中止となったため、補強出来ない状況になってしまったためである。1958年（昭和33年）、チーム名を「専売広島」に変更。同年、富山国体ではベスト8に進出。またこの頃から力を付け始めた地元・崇徳高校からの出身者が増えチームの主軸となっていった。
1962年（昭和37年）、崇徳高校から猫田勝敏が入社。翌1963年（昭和38年）全日本入りした猫田に対して、日本バレーボール協会から「中央の6人制のチームへ移るべきだ」との勧告が出され、松平康隆（1964年東京オリンピック全日本男子コーチ）からも「広島にいてはダメだ。中央に出てこい。」と叱咤を受けたが、猫田は地元チームを選んだ。これを機にチームも6人制に力を入れ、1965年（昭和40年）から一本化した。この頃、社内のサポート体制も整うこととなり、人気が出始めたバレーに、各企業もイメージアップのため参加を検討、公社である専売広島は思うような部費が得られず、選に洩れるのでは、という予想が多かったが、関係者各位の努力によって、1967年（昭和42年）に始まったバレーボール選抜男女リーグの、最初の参加6チームの一つに選ばれた。1969年（昭和44年）には専用体育館が竣工し、練習拠点を探し市内を転々としていた状況は終わりを告げる。
以降、専売広島は猫田と同時期に全日本入りした西本哲雄がチームを引っ張っていくことになる。この2人がいないとチーム成績も落ち、例えば猫田が骨折し欠場した第5回日本リーグ(1971/72)では入れ替え戦に回っている。1972年9月ミュンヘン五輪で正セッターとして金メダルを獲得した猫田は「五輪と同じぐらい、ワシらにはもうひとつ大事な仕事があるんやぞ。」と五輪決勝から約1か月後に行われた入れ替え戦に挑んでいる。猫田と西本が頻繁に全日本に呼ばれたオリンピックイヤーに成績が落ち、ミュンヘン五輪時の第5回日本リーグに加え、1976年モントリオール五輪時の第9回日本リーグでも入れ替え戦に回り、双方とも残留を果たしている。
1979年（昭和54年）の宮崎国体で優勝し、チーム初の日本一に輝く。1981年（昭和56年）の滋賀国体でも優勝。
時を前後して、1980年（昭和55年）それまで選手兼任監督だった猫田は現役引退し監督業に専念、選手発掘とチーム強化を期待されていたが、1983年（昭和58年）8月胃がんにより死去。後任監督には西本が就任している。

### 日本リーグからVリーグ
1970年代から80年代にかけて専売広島は守備のチームとなり、後に「ディフェンスのJT」として続いていく。母体の民営化により、1985年（昭和60年）から 「日本たばこ」、1988年（昭和63年）から「JT」に名称変更。この頃、広島から他へのチーム移転の話があったが頓挫している。
結局、日本リーグ時代は2位が2度あったのが最高記録で一度も優勝は出来なかった。生前の猫田は親しい人間に「俺は世界一になったことはあるけど、日本一になったことがないなあ。」と漏らしている。猫田・西本の後には、下村英士・原秀治・栗生澤淳一らを五輪代表に送り出したが、彼らにもリーグ優勝は手が届かなかった。
1994年（平成6年）から始まったVリーグにも、最初の8チームとして参加、"サンダーズ"の愛称が付けられた。（「サンダーズ」の名称は1991年（平成3年）の第25回日本リーグから使用している）同年平野信孝が入団し、そして以降外国人選手にエフゲーニ・ミトコフ、オレーク・シャトーノフ、パーベル・シシキンらロシア代表選手を補強したことにより、チームはさらに力を付けVリーグや全日本選手権（黒鷲旗）でも度々優勝争いに加わるようになった。一方で第4回Vリーグ(1997/98)ではチーム史上最低成績のリーグ8位で終えている。

### パルシン改革
1999年（平成11年）、部長の山下仁は、このまま純血主義を貫いてもリーグで優勝できないため外国人監督を招聘すると周囲を説き伏せ、元ソ連男子代表監督のゲンナジー・パルシンを起用する。チーム史上初の外国人監督であり、当初は一部のOBから反発もあった。それに加え元ソ連代表のオレーク・アントロポフをコーチに招聘、ロシア代表イリア・サベリエフを補強する。
パルシンのもと、練習の質が改善され、結果として現れるようになる。2001年（平成13年）黒鷲旗で悲願の初優勝、2004年（平成16年）にも同大会で優勝した。国体では2001年の宮城国体で20年ぶりに国体優勝を果たすと、翌2002年（平成14年）高知国体も優勝し2連覇、2004年埼玉国体・2005年（平成17年）岡山国体でも2連覇した。2005年、RPAペルージャから加藤陽一を獲得し強化に務めた。
ただパルシン時代、リーグ優勝をも期待されており3度決定戦に出場しているが、すべてサントリーサンバーズに敗れリーグ優勝には届かなかった。

### 迷走
2006年（平成18年）、パルシン勇退に伴いアントロポフが監督に昇格する。同シーズン末、特別功労賞として唯一の団体表彰される。翌2007年（平成19年）秋田国体優勝するも、リーグ開幕前にアントロポフが体調不良により帰国したため栗生澤コーチが監督代行に、臺光章と平野がコーチ兼任選手を務めた。栗生澤のもと、同年の天皇杯優勝し初代チャンプとなる。
2年連続で準決勝リーグ入りを逃した2008年（平成20年）、堺で監督を経験し日本バレーにも精通したアメリカ人ゴードン・メイフォースを監督に招聘する。2009年（平成21年）、日本人としては初のJT出身外コーチとなる久保義人を招聘した。同シーズンの天皇杯準優勝。2010年（平成22年）3月、ゴードンがギリシャ男子代表監督就任に伴いチームを退団すると、同年4月から久保が監督に昇格した。同年の黒鷲旗準優勝。2011/12シーズン、豊田合成とセット率0.01差で7位になり、18年ぶりに入替戦に回り、ジェイテクトSTINGSに2試合勝利したことによりプレミアに残留した。
2012-13シーズン、イゴール・オムルチェンを補強するも、開幕から7連敗を喫する。同年11月久保が体調不良のため監督を休養、一旦回復し同年度の天皇杯で指揮するも再び体調不良のため、徳元幸人コーチが監督代行として指揮することになった。シーズン終了後、久保は勇退する。
この間、プレーオフ圏内にも進めなくなり、チームでは降格の危機も囁かれ疑心暗鬼となっていた。母体であるJTは、本業であるタバコの需要低下により2004年に広島工場を閉鎖しており、サンダーズも活動縮小の可能性もあった。またマーヴェラスの方は強化が実り、2010/11シーズンにリーグ初優勝を遂げていた。その中で、部長の栗生澤はチーム改革を断行することになる。

### ヴコヴィッチ改革
2013年（平成25年）、元セルビア・モンテネグロ男子代表監督のヴェセリン・ヴコヴィッチが監督に就任した。JTは長くプレーオフ圏内に進めなかったことから、若手を育成することでチームを強化する方向へ進んでいく。それに加え、全日本エースである越川優を獲得する。
この2013-14シーズンはイゴールら既存戦力に加えこれらの改革が実り、チームは8年ぶり・Vプレミアリーグ再編以降では初めてセミファイナルラウンドに進み10年ぶりに優勝決定戦に駒を進めたが、悲願の初優勝はならなかった。翌2014-15シーズン、ブラジル代表レアンドロ・ヴィソット・ネヴェスを補強、越川をキャプテンに指名する。同シーズンの天皇杯で2007年から7年ぶりとなるタイトルを獲得、そして同シーズンのVプレミアではファイナルを制し、創部から84年目で旧日本リーグ参戦から数えると48年目でリーグ初優勝を飾り、2冠を達成した。
長年リベロとしてチームを支えた酒井大祐が退団し若返りを目指した2015-16シーズン、シーズンを通じて主力に怪我人が続出したことも災いしチーム戦術の浸透がままならずサーブレシーブ成功率はリーグ最低を記録、レギュラーシーズン6連敗を喫するなど下位に低迷した。ただ同年の黒鷲旗では2年ぶりに決勝に進出し勝利、チームとしては14年ぶりの優勝、JTとしてはマーヴェラスとともにアベック優勝を飾った。
2016-17シーズンに向けて当初はポーランド代表バルトシュ・クレクと契約していたがその後に双方合意の上で契約解除、代わってシーズン直前にセルビア代表ドラジェン・ルブリッチが加入した。同年の国体優勝。

### 新生V.LEAGUE
2019年5月、5シーズン目の2018-19シーズンをもってヴコヴィッチ監督が退任。後任にティネ・サトレルコーチが昇格した。
2019-20 V.LEAGUEより、チーム名を『JTサンダーズ広島』に変更。1931年の結成以来本拠地としてきた広島県との結びつきを強くし、地域密着型のチーム作りを目指す観点により「広島」を冠した。
ティネ・サトレルは2019-20シーズンの1シーズンで監督を退任。後任としてコーチの原秀治が監督に昇格した。
2022年4月26日、2シーズン監督を務めた原秀治が5月31日付で監督を退任すると発表した。5月27日、2022-23シーズンに向けて、監督としてポーランドやイランを強豪とするなど実績が豊富であるラウル・ロサノの監督就任が決定したと発表した。
2024年、SVリーグ移行に伴いチーム名を9月中旬から「広島サンダーズ」に変更することを発表。新監督にはハビエル・ウェベルが就任する。

## 略歴
- 1931年（昭和6年）ごろ 創部
- 太平洋戦争時 部活動停止
- 1945年（昭和20年） 広島市への原子爆弾投下により被爆
- 1946年（昭和21年） 部活動再開
- 1952年（昭和27年） 『専売広島』として「全日本実業団選手権」に出場
- 1964年（昭和39年） 猫田勝敏、『東京オリンピック』にて銅メダルを獲得
- 1967年（昭和42年） 全国大会初の決勝進出(全日本総合選手権)
- 1968年（昭和43年） 猫田勝敏、『メキシコオリンピック』にて銀メダルを獲得
- 1972年（昭和47年） 猫田勝敏、西本哲雄、『ミュンヘンオリンピック』にて金メダルを獲得
- 1979年（昭和54年） 日本のふるさと宮崎国体で優勝、全国大会初制覇
- 1981年（昭和56年） びわこ国体で優勝
- 1985年（昭和60年） 『専売広島』から『日本たばこ』に名称変更
- 1988年（昭和63年） 『日本たばこ』から『JT』に名称変更
- 1989年（平成元年） 『猫田記念体育館』完成
- 1991年（平成3年）  チーム名を『JTサンダーズ』に変更
- 2001年（平成13年） 「第50回 黒鷲旗大会」および新世紀・みやぎ国体で優勝
- 2004年（平成16年） 「第53回 黒鷲旗大会」にて優勝
- 2008年（平成20年） 「平成19年度天皇杯・皇后杯全日本バレーボール選手権大会」にて優勝
- 2014年（平成26年） 「平成26年度天皇杯・皇后杯全日本バレーボール選手権大会」にて優勝
- 2015年（平成27年） 「バレーボール2014/15Vプレミアリーグ」にて優勝
- 2016年（平成28年） 「第65回黒鷲杯大会」にて優勝
- 2018年（平成30年） 「平成30年度天皇杯・皇后杯全日本バレーボール選手権大会」にて優勝
- 2019年（令和元年） チーム名を『JTサンダーズ広島』に変更
- 2024年（令和6年） チーム名を『広島サンダーズ』に変更

## 成績

### 主な成績
V.LEAGUE DIVISION1 MEN（日本リーグ／Vリーグ／V・プレミアリーグ）
- 優勝 1回（2014/15）
- 準優勝 7回（1973/14、1978/79、1996/97、2000/01、2002/03、2003/04、2013/14）

全日本都市対抗/黒鷲旗全日本選抜
- 優勝 4回（2001年、2004年、2016年、2017年）
- 準優勝 5回（1969年、1977年、1978年、2010年、2014年）

天皇杯・皇后杯全日本バレーボール選手権大会
- 優勝 3回（2007年度、2014年度、2018年度）
- 準優勝 2回（2009年度、2010年度）

全日本総合（6人制）
- 準優勝 2回（1967年、1974年）

国民体育大会成年男子（6人制）
- 優勝 9回（1979年、1981年、2001年、2002年、2004年、2005年、2007年、2010年、2016年）
- 準優勝 10回（1982年、1984年、1985年、1990年、1993年、1996年、1997年、1999年、2003年、2017年）

### 年度別成績

#### 日本リーグ / 実業団リーグ
| 所属       | 年度             | 最終 順位 | 参加 チーム数 | 試合 | 勝 | 敗 | 率    | 備考 | 監督     |
| 日本リーグ | 第1回 (1967)     | 4位       | 6チーム       | 10   | 4  | 6  |       |      | 寺尾正三 |
| 日本リーグ | 第2回 (1968/69)  | 3位       | 6チーム       | 10   | 7  | 3  |       |      | 寺尾正三 |
| 日本リーグ | 第3回 (1969/70)  | 3位       | 6チーム       | 10   | 4  | 6  |       |      | 寺尾正三 |
| 日本リーグ | 第4回 (1970/71)  | 4位       | 6チーム       | 10   | 4  | 6  |       |      | 寺尾正三 |
| 日本リーグ | 第5回 (1971/72)  | 5位       | 6チーム       | 10   | 3  | 7  |       |      | 寺尾正三 |
| 日本リーグ | 第6回 (1972/73)  | 4位       | 6チーム       | 10   | 3  | 7  |       |      | 寺尾正三 |
| 日本リーグ | 第7回 (1973/74)  | 準優勝    | 6チーム       | 10   | 7  | 3  |       |      | 寺尾正三 |
| 日本リーグ | 第8回 (1974/75)  | 4位       | 6チーム       | 10   | 6  | 4  |       |      | 寺尾正三 |
| 日本リーグ | 第9回 (1975/76)  | 6位       | 6チーム       | 10   | 2  | 8  |       |      | 猫田勝敏 |
| 日本リーグ | 第10回 (1976/77) | 3位       | 6チーム       | 10   | 5  | 5  |       |      | 猫田勝敏 |
| 日本リーグ | 第11回 (1977/78) | 3位       | 6チーム       | 10   | 6  | 4  |       |      | 猫田勝敏 |
| 日本リーグ | 第12回 (1978/79) | 準優勝    | 6チーム       | 10   | 7  | 3  |       |      | 猫田勝敏 |
| 日本リーグ | 第13回 (1979/80) | 3位       | 6チーム       | 10   | 6  | 4  |       |      | 猫田勝敏 |
| 日本リーグ | 第14回 (1980/81) | 3位       | 8チーム       | 14   | 9  | 5  |       |      | 猫田勝敏 |
| 日本リーグ | 第15回 (1981/82) | 3位       | 8チーム       | 21   | 13 | 8  |       |      | 猫田勝敏 |
| 日本リーグ | 第16回 (1982/83) | 5位       | 8チーム       | 21   | 9  | 12 |       |      | 猫田勝敏 |
| 日本リーグ | 第17回 (1983/84) | 6位       | 8チーム       | 21   | 10 | 11 |       |      | 西本哲雄 |
| 日本リーグ | 第18回 (1984/85) | 3位       | 8チーム       | 21   | 15 | 6  | 0.714 |      | 西本哲雄 |
| 日本リーグ | 第19回 (1985/86) | 4位       | 8チーム       | 21   | 12 | 9  | 0.571 |      | 西本哲雄 |
| 日本リーグ | 第20回 (1986/87) | 4位       | 8チーム       | 21   | 12 | 9  | 0.571 |      | 西本哲雄 |
| 日本リーグ | 第21回 (1987/88) | 4位       | 8チーム       | 14   | 6  | 8  | 0.429 |      | 西本哲雄 |
| 日本リーグ | 第22回 (1988/89) | 5位       | 8チーム       | 14   | 6  | 8  | 0.429 |      | 小田雅志 |
| 日本リーグ | 第23回 (1989/90) | 3位       | 8チーム       | 17   | 11 | 6  | 0.647 |      | 小田雅志 |
| 日本リーグ | 第24回 (1990/91) | 4位       | 8チーム       | 17   | 9  | 8  | 0.529 |      | 小田雅志 |
| 日本リーグ | 第25回 (1991/92) | 6位       | 8チーム       | 14   | 5  | 9  | 0.357 |      | 小田雅志 |
| 日本リーグ | 第26回 (1992/93) | 5位       | 8チーム       | 14   | 7  | 7  | 0.500 |      | 小田雅志 |
| 日本リーグ | 第27回 (1993/94) | 7位       | 8チーム       | 14   | 3  | 11 | 0.214 |      | 小田雅志 |

#### Vリーグ / 実業団リーグ・V1リーグ
| 所属    | 年度             | 最終 順位 | 参加 チーム数 | 試合 | 勝 | 敗 | 率   | 備考 | 監督     |
| Vリーグ | 第1回 (1994/95)  | 5位       | 8チーム       | 21   | 10 | 11 | .476 |      | 小田雅志 |
| Vリーグ | 第2回 (1995/96)  | 3位       | 8チーム       | 21   | 13 | 8  | .619 |      | 小田雅志 |
| Vリーグ | 第3回 (1996/97)  | 準優勝    | 8チーム       | 21   | 14 | 7  | .667 |      | 小田雅志 |
| Vリーグ | 第4回 (1997/98)  | 8位       | 8チーム       | 21   | 3  | 18 | .143 |      | 小田雅志 |
| Vリーグ | 第5回 (1998/99)  | 7位       | 10チーム      | 18   | 6  | 12 | .333 |      | 小田雅志 |
| Vリーグ | 第6回 (1999/00)  | 5位       | 10チーム      | 18   | 10 | 8  | .556 |      | パルシン |
| Vリーグ | 第7回 (2000/01)  | 準優勝    | 10チーム      | 18   | 13 | 5  | .722 |      | パルシン |
| Vリーグ | 第8回 (2001/02)  | 5位       | 10チーム      | 18   | 11 | 7  | .611 |      | パルシン |
| Vリーグ | 第9回 (2002/03)  | 準優勝    | 8チーム       | 21   | 15 | 6  | .714 |      | パルシン |
| Vリーグ | 第10回 (2003/04) | 準優勝    | 8チーム       | 21   | 13 | 8  | .542 |      | パルシン |
| Vリーグ | 第11回 (2004/05) | 3位       | 8チーム       | 28   | 17 | 11 | .607 |      | パルシン |
| Vリーグ | 第12回 (2005/06) | 4位       | 8チーム       | 28   | 16 | 12 | .571 |      | パルシン |

#### V・プレミアリーグ / V・チャレンジリーグ
| 所属     | 年度    | 最終 順位 | 参加 チーム数 | レギュラーラウンド | レギュラーラウンド | レギュラーラウンド | レギュラーラウンド | ポストシーズン | ポストシーズン | ポストシーズン | 備考     | 監督               |
| 所属     | 年度    | 最終 順位 | 参加 チーム数 | 順位               | 試合               | 勝                 | 敗                 | 試合           | 勝             | 敗             | 備考     | 監督               |
| プレミア | 2006/07 | 5位       | 8チーム       | 5位                | 28                 | 14                 | 14                 | -              | -              | -              |          | アントロポフ       |
| プレミア | 2007/08 | 6位       | 8チーム       | 6位                | 28                 | 12                 | 16                 | -              | -              | -              | [ 注 7 ] | アントロポフ       |
| プレミア | 2008/09 | 5位       | 8チーム       | 5位                | 28                 | 14                 | 14                 | -              | -              | -              |          | ゴードン           |
| プレミア | 2009/10 | 6位       | 8チーム       | 6位                | 28                 | 14                 | 14                 | -              | -              | -              |          | ゴードン           |
| プレミア | 2010/11 | 5位       | 8チーム       | 5位                | 24                 | 12                 | 12                 | 中止           | 中止           | 中止           | [ 注 8 ] | 久保義人           |
| プレミア | 2011/12 | 7位       | 8チーム       | 7位                | 21                 | 7                  | 14                 | -              | -              | -              |          | 久保義人           |
| プレミア | 2012/13 | 6位       | 8チーム       | 6位                | 28                 | 9                  | 19                 | -              | -              | -              | [ 注 9 ] | 久保義人 →丹山禎昭 |
| プレミア | 2013/14 | 準優勝    | 8チーム       | 3位                | 28                 | 18                 | 10                 | 4              | 3              | 1              |          | ヴコヴィッチ       |
| プレミア | 2014/15 | 優勝      | 8チーム       | 1位                | 21                 | 15                 | 6                  | 6              | 5              | 1              |          | ヴコヴィッチ       |
| プレミア | 2015/16 | 5位       | 8チーム       | 6位                | 21                 | 10                 | 11                 | 5              | 2              | 3              |          | ヴコヴィッチ       |
| プレミア | 2016/17 | 7位       | 8チーム       | 7位                | 21                 | 7                  | 14                 | -              | -              | -              |          | ヴコヴィッチ       |
| プレミア | 2017/18 | 3位       | 8チーム       | 4位                | 21                 | 12                 | 9                  | 7              | 5              | 2              |          | ヴコヴィッチ       |

#### V.LEAGUE
| 所属      | 年度    | 最終 順位 | 参加 チーム数 | レギュラーラウンド | レギュラーラウンド | レギュラーラウンド | レギュラーラウンド | ポストシーズン | ポストシーズン | ポストシーズン | 備考 | 監督             |
| 所属      | 年度    | 最終 順位 | 参加 チーム数 | 順位               | 試合               | 勝                 | 敗                 | 試合           | 勝             | 敗             | 備考 | 監督             |
| DIVISION1 | 2018-19 | 準優勝    | 10チーム      | 4位                | 27                 | 17                 | 10                 | 9              | 6              | 3              |      | ヴコヴィッチ     |
| DIVISION1 | 2019-20 | 4位       | 10チーム      | 3位                | 27                 | 21                 | 6                  | 1              | 0              | 1              |      | ティネ・サトレル |
| DIVISION1 | 2020-21 | 6位       | 10チーム      | 6位                | 36                 | 17                 | 19                 | -              | -              | -              |      | 原秀治           |
| DIVISION1 | 2021-22 | 6位       | 10チーム      | 6位                | 34                 | 15                 | 19                 | -              | -              | -              |      | 原秀治           |
| DIVISION1 | 2022-23 | 7位       | 10チーム      | 7位                | 36                 | 16                 | 20                 | -              | -              | -              |      | ラウル・ロサノ   |
| DIVISION1 | 2023-24 | 4位       | 10チーム      | 4位                | 36                 | 22                 | 14                 |                |                |                |      |                  |

#### SV.LEAGUE
| 所属      | 年度    | 最終 順位 | 参加 チーム数 | レギュラーラウンド | レギュラーラウンド | レギュラーラウンド | レギュラーラウンド | ポストシーズン | ポストシーズン | ポストシーズン | 備考 |
| 所属      | 年度    | 最終 順位 | 参加 チーム数 | 順位               | 試合               | 勝                 | 敗                 | 試合           | 勝             | 敗             | 備考 |
| --------- | ------- | --------- | ------------- | ------------------ | ------------------ | ------------------ | ------------------ | -------------- | -------------- | -------------- | ---- |
| SV.LEAGUE | 2024-25 | 6位       | 10チーム      | 6位                | 44                 | 18                 | 26                 | 2              | 0              | 2              |      |

## 選手・スタッフ(2025-26)

### 選手
| 背番号                                                                            | 名前                             | シャツネーム | 生年月日（年齢）       | 身長 | 国籍           | Pos   | 在籍年  | 前所属                | 備考     |
| --------------------------------------------------------------------------------- | -------------------------------- | ------------ | ---------------------- | ---- | -------------- | ----- | ------- | --------------------- | -------- |
| 1                                                                                 | 柳北悠李                         | YANAKITA     | 2002年9月20日（22歳）  | 192  | 日本           | OH    | 2024年- | 東亜大学              | 新人     |
| 2                                                                                 | 樋口裕希                         | HIGUCHI      | 1996年4月27日（29歳）  | 191  | 日本           | MB    | 2025年- | VC長野                | 移籍加入 |
| 3                                                                                 | 西村信                           | NISHIMURA    | 1998年10月7日（26歳）  | 177  | 日本           | L     | 2021年- | 日本体育大学          |          |
| 4                                                                                 | 三輪大将                         | MIWA         | 1999年12月17日（25歳） | 192  | 日本           | MB    | 2023年- | VC長野                |          |
| 5                                                                                 | 井上慎一朗                       | S.INOUE      | 1994年12月21日（30歳） | 186  | 日本           | OH    | 2017年- | 中央大学              | 主将     |
| 6                                                                                 | クーパー・ロビンソン             | ROBINSON     | 2002年8月8日（22歳）   | 202  | アメリカ合衆国 | OH    | 2025年- | UCLA                  | 移籍加入 |
| 7                                                                                 | 新井雄大                         | ARAI         | 1998年6月27日（27歳）  | 188  | 日本           | OH/OP | 2021年- | 東海大学              | 副主将   |
| 8                                                                                 | 武智洸史                         | TAKECHI      | 1996年1月1日（29歳）   | 186  | 日本           | OH    | 2018年- | 中央大学              |          |
| 9                                                                                 | 髙梨海輝                         | TAKANASHI    | 2002年10月11日（22歳） | 192  | 日本           | MB    | 2024年- | 東亜大学              | 新人     |
| 10                                                                                | 高木啓士郎                       | TAKAKI       | 2001年9月3日（23歳）   | 171  | 日本           | L     | 2024年- | 東海大学              |          |
| 11                                                                                | 坂下純也                         | SAKASHITA    | 1998年6月14日（27歳）  | 181  | 日本           | OH    | 2021年- | 筑波大学              |          |
| 15                                                                                | 西本圭吾                         | NISHIMOTO    | 1998年10月27日（26歳） | 189  | 日本           | MB    | 2025年- | 東レ静岡              | 移籍加入 |
| 16                                                                                | 西知恕                           | NISHI        | 1997年11月8日（27歳）  | 192  | 日本           | MB    | 2020年- | 日本体育大学          |          |
| 17                                                                                | 金子聖輝                         | KANEKO       | 1997年10月23日（27歳） | 190  | 日本           | S     | 2016年- | 東福岡高校            |          |
| 18                                                                                | 山本将平                         | YAMAMOTO     | 1991年3月21日（34歳）  | 187  | 日本           | OH    | 2016年- | FC東京                |          |
| 19                                                                                | フェリペ・ロケ                   | ROQUE        | 1997年5月19日（28歳）  | 212  | ブラジル       | OP    | 2024年- | Vôlei São José (pt)   |          |
| 20                                                                                | 阿部大樹                         | ABE          | 2000年2月16日（25歳）  | 181  | 日本           | S     | 2022年- | 筑波大学              |          |
| 21                                                                                | 永露元稀                         | EIRO         | 1996年6月8日（29歳）   | 191  | 日本           | S     | 2025年- | 大阪B                 | 移籍加入 |
| 23                                                                                | ダニエル・マルティネス・カンポス |              | 2005年9月10日（19歳）  | 220  | キューバ       | OP    | 2025年- | サダ・クルゼイロ (pt) | 移籍加入 |
| 出典：チーム新体制リリース チーム公式サイト Vリーグ公式サイト 更新：2025年7月16日 |                                  |              |                        |      |                |       |         |                       |          |

### スタッフ
| 役職                                                                             | 名前               | 備考 |
| -------------------------------------------------------------------------------- | ------------------ | ---- |
| 監督                                                                             | ハビエル・ウェベル |      |
| コーチ                                                                           | 坂梨朋彦           |      |
| コーチ                                                                           | 平馬慶太           |      |
| 部長                                                                             | 平野信孝           |      |
| ゼネラルマネージャー                                                             | 谷口雅美           |      |
| チーフトレーナー                                                                 | 井上彰英           |      |
| フィジカルトレーナー                                                             | レナト・バッキ     |      |
| アナリスト                                                                       | 高橋和也           |      |
| 通訳                                                                             | 亀渕雅史           |      |
| マネージャー                                                                     | 久原大輝           |      |
| 出典：チーム新体制リリース チーム公式サイト Vリーグ公式サイト 更新：2025年6月6日 |                    |      |

## 在籍していた主な選手
| 日本（全日本経験者のみ） - 村上情次 - 原秀治 - 平野信孝 - 直弘龍治 - 西本哲雄 - 栗生澤淳一 - 尾上健司 - 筧本翔昂 - 猫田勝敏 - 下村英士 - 山本健之 - 酒井大祐 - 加藤陽一 - 高橋智則 - 甲斐祐之 - 越川優 - 菅直哉 - 町野仁志 - 安井勇誠 - ベゼラ・ジュニオル - 塚崎祐平 - 井上俊輔 - 深津旭弘 - 八子大輔 - 小野寺太志 | 外国人選手 - ロシア - オレーク・シャトーノフ - エフゲーニ・ミトコフ - パーベル・シシキン - イーゴリー・シュレーポフ - イリア・サベリエフ - ウクライナ - マクシム・パンテレイモネンコ - クロアチア - イゴール・オムルチェン - アルゼンチン - レアンドロ・マリ - ベネズエラ - エルナルド・ゴメス - アメリカ合衆国 - ガブリエル・ガードナー - アーロン・ラッセル - セルビア - ドラジェン・ルブリッチ - ブラジル - レアンドロ・ヴィソット・ネヴェス - オーストラリア - トーマス・エドガー |

## 拠点

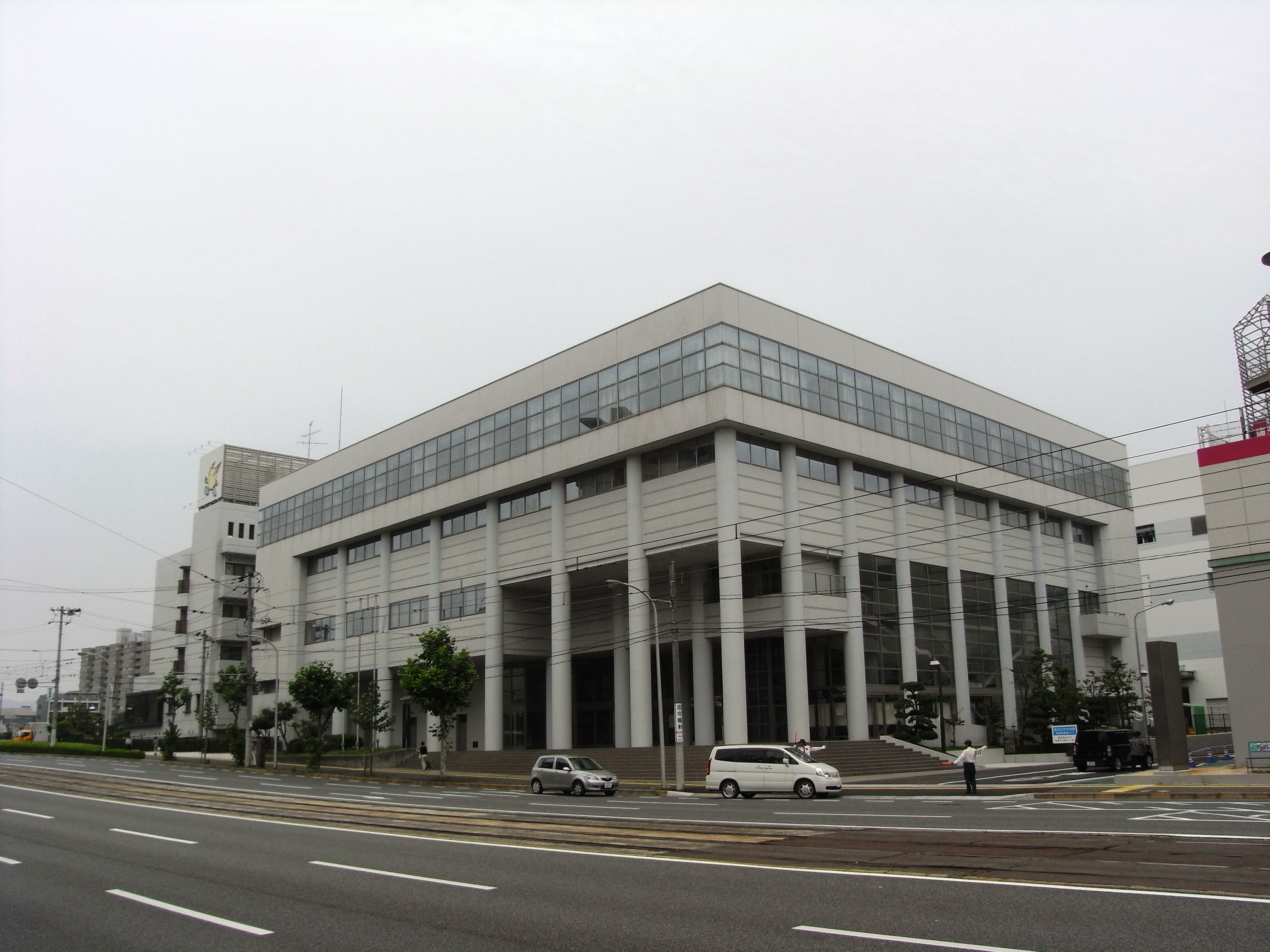
猫田記念体育館

広島県内での試合会場は、広島市中区の広島県立総合体育館（旧・広島県立体育館）や、呉市の呉市総合体育館などを用いている。ホームタウンがある広島県だけでなく中国地方の他県でもリーグ戦のホームゲームを開催することがあり、中国地方5県全県で開催するシーズンもある。
練習拠点は広島市南区にある猫田記念体育館で、合宿所を併設している。ここは元々戦前からあった専売公社広島工場、のちのJT広島工場敷地内で、2004年工場閉鎖に伴いイズミに賃貸しゆめタウン広島が開店している。つまり、体育館・合宿所含め旧工場敷地は現在もJT所有である。

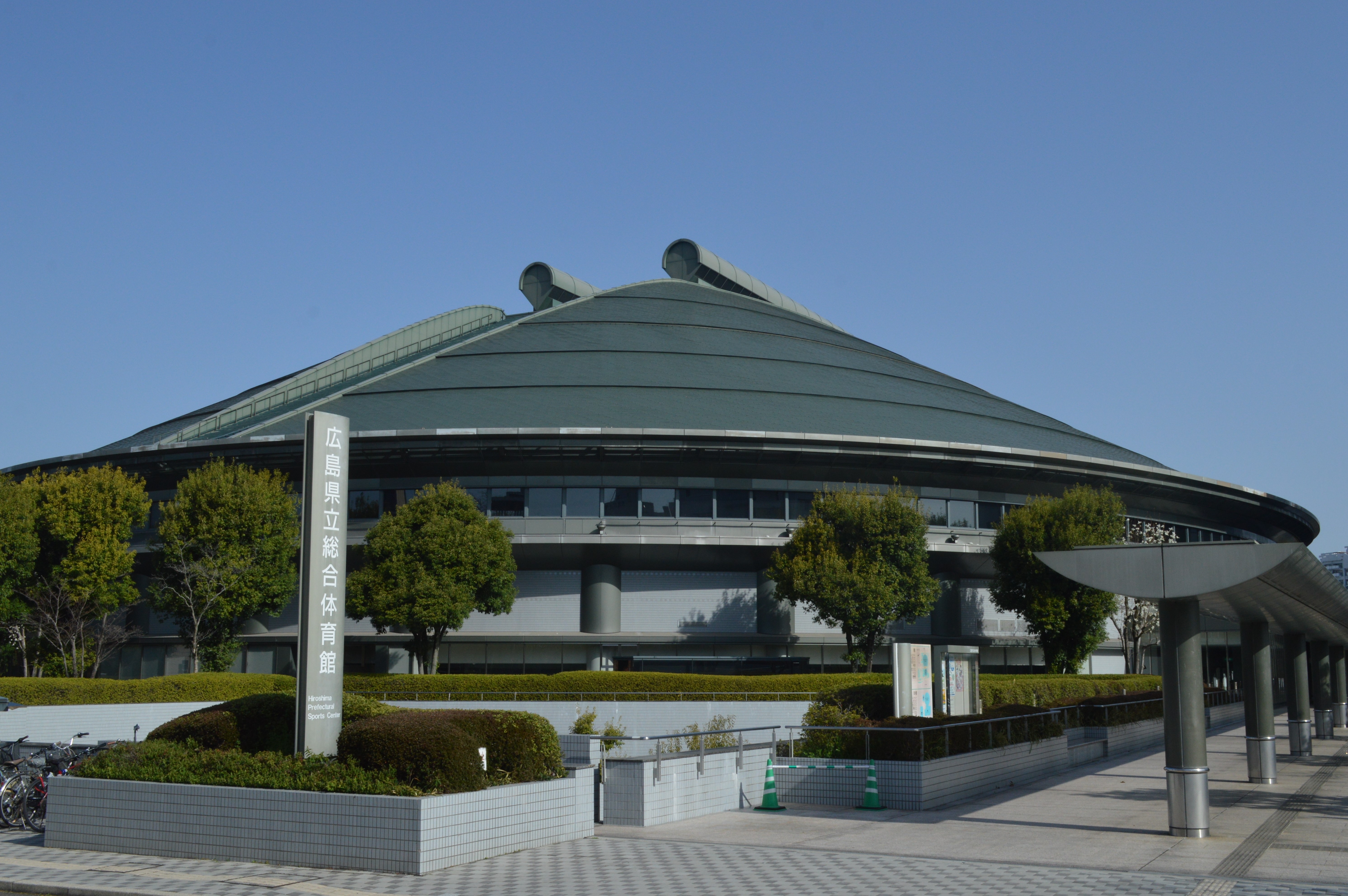
広島県立総合体育館グリーンアリーナ
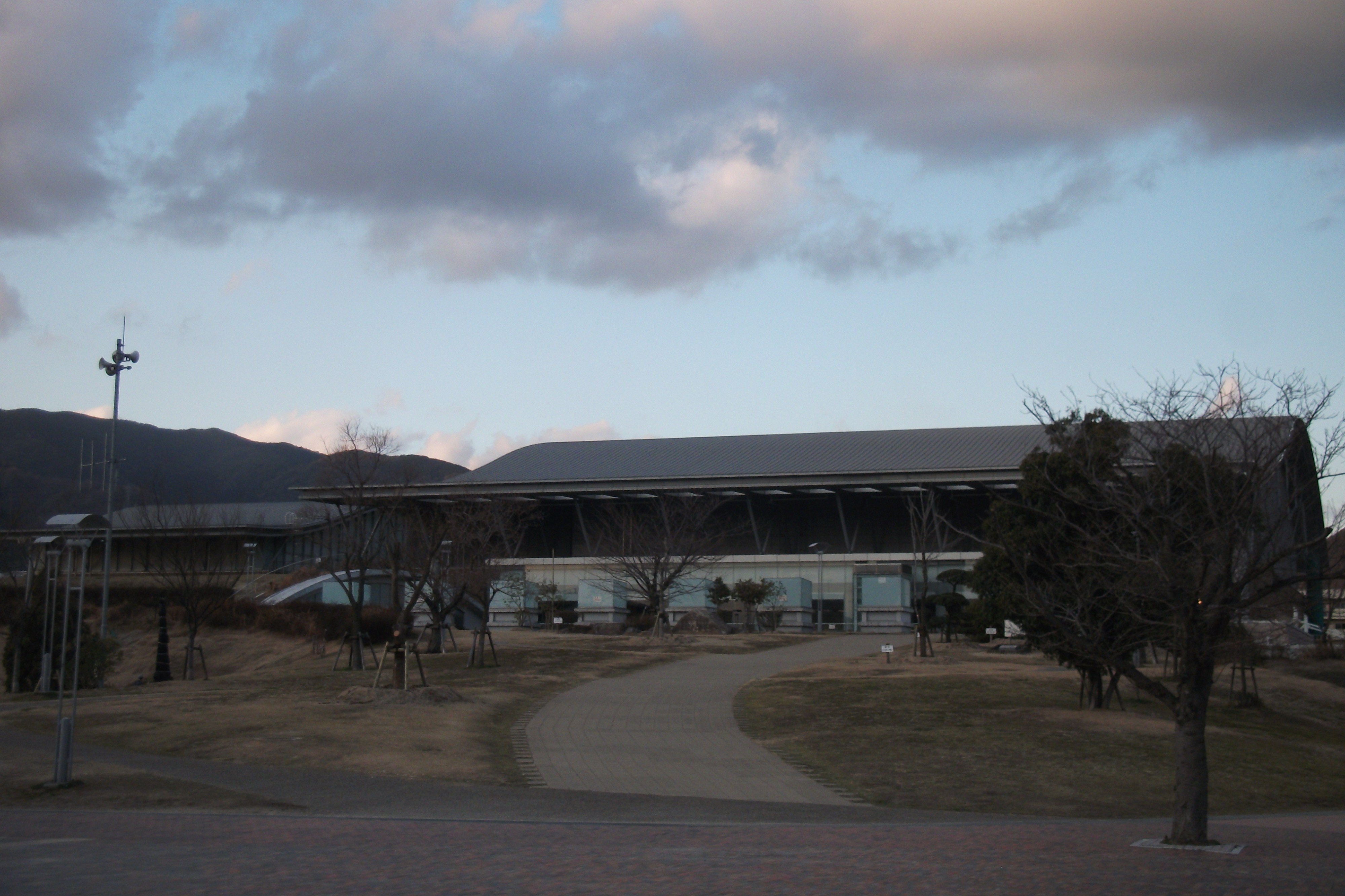
呉市総合体育館オークアリーナ

## ユニフォーム
ユニフォームはチームカラーである緑を基調とし、1stユニは緑、2ndユニは白を主体としている。リベロ用ユニは特別に作ったものでなく、1stユニと2ndユニが逆になることで他の選手と異なるようにしている。
サプライヤーはアシックス。ユニの左袖に広島市のロゴ、右袖にトップス広島ロゴ、左胸にチーム名およびマスコットキャラクターが入る。スポンサー掲示はJT関連のみ、背中上部にルーツ、背中下部にテーブルマーク。

## 育成・普及事業
JTのCSR活動やトップス広島での活動の一環として、また2000年代からVリーグ機構がジュニア世代育成を奨励していることもあり、地元広島を中心にバレーボール教室を開催し、自治体が主催する地域活性化事業に参加するなど、若年層選手の育成およびバレーボール普及に積極的に貢献している。
サンダーズバレーボール教室
広島県内を中心とした地元自治体が主催するバレーボール教室に現役選手やコーチを派遣し指導を行っている。ちなみにこのバレーボール教室はマーヴェラスの方も同様に行っている。
- 対象 - 小中高校の若年層およびママさんチームなど
- スタッフ - 現役選手およびスタッフ

トップス広島バレーボール学校
2002年開校。トップス広島および県バレーボール協会が主催、サンダーズが指導協力の形で運営している。現在サンダーズのジュニアチームとして位置づけられており、全国ヤングバレーボールクラブ男女優勝大会などに出場している。2009/10シーズンには、1期生が初めてプレミアリーグ入りした。
- 対象 - 広島県在住の中学生男子
- 期間 - 毎年5月から翌年の3月までの毎週土曜日
- 場所 - 猫田記念体育館
- スタッフ - JTのOBおよび現役選手が指導協力にあたる

## 関連情報
TVおよびラジオ
- Thunders Cafe（広島FM）- 現在は5COLORSに包括
- 週刊!JTサンダーズ（中国放送）

- 進め!スポーツ元気丸（広島テレビ）
- 勝ちグセ。サンデー恋すぽ（広島ホームテレビ）

紙/ネット媒体
- 中国新聞スポーツ情報（中国新聞）
- ひろスポ！
- 広島アスリートマガジン
- 月刊タウン情報 ひろしま

## 参考資料
- 『広島バレーボール50年のあゆみ』 広島県バレーボール協会著 1977年12月
- 『広島スポーツ100年〜広島県のスポーツ史』金枡晴海著 中国新聞社 1979年
- 『広島スポーツ史』河野徳男著 財団法人広島県体育協会 1984年5月
- 『白球の飛跡 JTバレーボール部60年の歩み』JTバレーボール部OB会著 日本産業たばこ(株)広島支店同OB会 1992年4月
- “＜Number800号特別企画・地域に生きる ＞ JTサンダーズ 「伝説の名セッター猫田勝敏を生んだ広島のバレー文化。”.  Number、文藝春秋. 2015年4月6日閲覧。
- 『中国新聞』各紙
  - “【JT初V　排球の軌跡】＜上＞苦難の創世期　昼休み、笑顔の輪が原点”.   中国新聞 (2015年4月7日). 2015年4月14日時点のオリジナルよりアーカイブ。2015年4月9日閲覧。
  - “【JT初V　排球の軌跡】＜中＞猫田時代　司令塔、貫いたチーム愛”.   中国新聞 (2015年4月8日). 2015年4月14日時点のオリジナルよりアーカイブ。2015年4月9日閲覧。
  - “【JT初V　排球の軌跡】＜下＞外国人監督の改革 明快指示でシステム浸透”.   中国新聞 (2015年4月9日). 2015年4月14日時点のオリジナルよりアーカイブ。2015年4月9日閲覧。